# Naïade (Q124)
| «Наяд»                                                                      | «Наяд»                                                                                                   | «Наяд»                                                                                                   |
| --------------------------------------------------------------------------- | --- | --- |
| Naïade (Q124)                                                               | | |
|                                                                             | | |
| Французький однотипний підводний човен «Сирена»                             | | |
| Верф                                                                        | Ateliers et chantiers de la Loire, Сен-Назер                                                             | Ateliers et chantiers de la Loire, Сен-Назер                                                             |
| Під прапором                                                                | Франція                                                                                                  | Франція                                                                                                  |
| Належність                                                                  | Військово-морські сили Франції                                                                           | Військово-морські сили Франції                                                                           |
| Порт приписки                                                               | Брест, Тулон                                                                                             | Брест, Тулон                                                                                             |
| На честь                                                                    | Наяди | Наяди |
| Закладений                                                                  | 28 листопада 1924                                                                                        | 28 листопада 1924                                                                                        |
| Спуск на воду                                                               | 20 жовтня 1925                                                                                           | 20 жовтня 1925                                                                                           |
| Введений до складу флоту                                                    | 6 травня 1927                                                                                            | 6 травня 1927                                                                                            |
| На службі                                                                   | 1927–1942                                                                                                | 1927–1942                                                                                                |
| Загибель                                                                    | 27 листопада 1942 року затоплений екіпажем у Тулоні                                                      | 27 листопада 1942 року затоплений екіпажем у Тулоні                                                      |
| Бойовий досвід                                                              | Друга світова війна Битва на Середземному морі                                                           | Друга світова війна Битва на Середземному морі                                                           |
| Проєкт                                                                      | | |
| Класифікація ПЧ                                                             | дизель-електричний підводний човен 2-го класу                                                            | дизель-електричний підводний човен 2-го класу                                                            |
| Тип ПЧ                                                                      | підводний човен типу «Сірен» 600-ї серії                                                                 | підводний човен типу «Сірен» 600-ї серії                                                                 |
| Головний конструктор                                                        | М.Сімоно                                                                                                 | М.Сімоно                                                                                                 |
| Основні характеристики                                                      | | |
| Швидкість (надводна)                                                        | 14 вузлів (26 км/год)                                                                                    | 14 вузлів (26 км/год)                                                                                    |
| Швидкість (підводна)                                                        | 7,5 вузлів (13,9 км/год)                                                                                 | 7,5 вузлів (13,9 км/год)                                                                                 |
| Робоча глибина занурення                                                    | 75 м | 75 м |
| Дальність плавання                                                          | 3500 миль (6482 км) на швидкості 7,5 вузлів (надводна) 75 миль (139 км) на швидкості 5 вузлів (підводна) | 3500 миль (6482 км) на швидкості 7,5 вузлів (надводна) 75 миль (139 км) на швидкості 5 вузлів (підводна) |
| Автономність плавання                                                       | 14 діб                                                                                                   | 14 діб                                                                                                   |
| Екіпаж                                                                      | 41 офіцер та матрос                                                                                      | 41 офіцер та матрос                                                                                      |
| Розміри                                                                     | | |
| Довжина найбільша (по КВЛ)                                                  | 65,98 м                                                                                                  | 65,98 м                                                                                                  |
| Ширина корпусу найб.                                                        | 4,94 м                                                                                                   | 4,94 м                                                                                                   |
| Середня осадка (по КВЛ)                                                     | 3,82 м                                                                                                   | 3,82 м                                                                                                   |
| Водотоннажність надводна                                                    | 626 тонн                                                                                                 | 626 тонн                                                                                                 |
| Водотоннажність підводна                                                    | 787 тонн                                                                                                 | 787 тонн                                                                                                 |
| Силова установка                                                            | | |
| Дизель-електрична: 2 × дизельних двигуни Normand-Vickers 2 × електродвигуни | | |
| Гвинти                                                                      | 2 | 2 |
| Потужність                                                                  | 2 × 600 к.с. (дизелі) 2 × 500 к. с. (електродвигуни)                                                     | 2 × 600 к.с. (дизелі) 2 × 500 к. с. (електродвигуни)                                                     |
| Озброєння                                                                   | | |
| Артилерія                                                                   | 1 × 75-мм гармата modèle 1897                                                                            | 1 × 75-мм гармата modèle 1897                                                                            |
| Торпедно- мінне озброєння                                                   | 7 × 533-мм торпедних апаратів 8 торпед                                                                   | 7 × 533-мм торпедних апаратів 8 торпед                                                                   |
| ППО                                                                         | 2 × 8-мм зенітні кулемети                                                                                | 2 × 8-мм зенітні кулемети                                                                                |

«Наяд» (Q124) (фр. Naïade (Q124) — військовий корабель, малий підводний човен типу «Сірен» 600-ї серії військово-морських сил Франції часів Другої світової війни.
Підводний човен «Наяд» був закладений 28 листопада 1924 року на верфі компанії Ateliers et chantiers de la Loire у Сен-Назері. 20 жовтня 1925 року він був спущений на воду, а 6 травня 1927 року увійшов до складу ВМС Франції.

## Історія служби
Коли 1 вересня 1939 року з вторгненням Німеччини в Польщу почалася Друга світова війна, «Наяд» базувався в Тулоні у складі 19-ї дивізії підводних човнів разом з підводними човнами «Галаті», «Сирена» і «Аргонот». 3 вересня 1939 року Франція вступила у війну на боці союзників.
10 травня 1940 року почалася битва за Францію, а 10 червня 1940 року Італія оголосила війну Франції та приєдналася до вторгнення. Битва за Францію завершилася поразкою Франції та підписанням 22 червня 1940 року перемир'я з Німеччиною та Італією.
Після перемир'я в червні 1940 року «Наяд» служив у військово-морських силах Франції Віші.
19-та дивізія підводних човнів була розформована 1 вересня 1940 року. Її підводні човни були інтегровані до 5-ї ескадри 1-х сил підводних човнів. Не маючи змоги вийти в море, коли Німеччина та Італія окупували Вільну зону Віші 27 листопада 1942 року, «Наяд» був серед французьких кораблів, затоплених у Тулоні, щоб запобігти їх захопленню противником, коли німецькі війська увійшли до Тулона того дня. Французами були знищені 77 кораблів, у тому числі 3 лінійні кораблі, 1 гідроавіаносець «Командан Тест», 7 крейсерів, 15 есмінців, 13 міноносців, 6 шлюпів, 15 підводних човнів, 9 сторожових катерів, 19 допоміжних суден, 1 навчальний корабель, 28 буксирів і 4 кранів. П'яти підводним човнам вдалося вирватися в хаосі ситуації з бази, три досягли Північної Африки (два підводні човни дійшли до Алжиру: «Касаб'янка» і «Марсойн», один човен «Глорі» — Орану), човен «Іріс» дістався іспанської Барселони, і останній — «Венус» — змушений був затопитися в гирлі гавані.
Німці захопили «Наяд» та передали його італійцям, які підняли французький човен з води 13 березня 1943 року. Його знову затопили внаслідок нальоту військової авіації армії США 17 квітня 1943 року. Італійці знову підняли «Наяд» з води 17 липня 1943 року.
Після капітуляції Італії союзникам у вересні 1943 року німці взяли «Наяд» під свій контроль. 24 листопада 1943 року знову був потоплений у результаті нальоту ПС армії США на арсенал Тулона. На початку грудня 1943 року німці вирішили відправити трофейний човен на металобрухт. У 1945 році, вже після завершення воєнних дій у Європі, його підняли з води, а згодом передали на металобрухт.